# Науруанский язык
Науруа́нский язы́к (самоназвание — dorerin Naoero) — микронезийский язык австронезийской языковой семьи; официальный язык Науру, где, наряду с английским, является государственным языком, а также родной язык народа науру.
Носителями языка является большинство жителей Науру (9784 из 11 680 человек на 2021 год), при этом почти все они — двуязычны. Степень сохранности языка ЮНЕСКО — есть угроза исчезновения.

## Классификация
Науруанский язык принадлежит к микронезийской группе австронезийской языковой семьи, однако проявляет черты сильного влияния со стороны центрально-восточных малайско-полинезийских языков. Он разделяет некоторые черты с другими микронезийскими языками. В частности, ему свойственна сложная система именных классов существительных, с десятками счётных слов; сложные системы местоимений; сложная фонетика, содержащая довольно редкие среди языков мира звуки; когнаты среди местоименных и притяжательных классификаторов, а также классификаторов направления. Кроме того, о принадлежности науруанского языка к микронезийским свидетельствуют такие фонетические законы, как лениция согласных в конце слова, регрессивная ассимиляция гласных, повышение нижних гласных, диссимиляция нижних гласных и другие. Тем не менее отношение науруанского к другим микронезийским языкам до сих пор неясно, его статус в микронезийской группе описывается исследователями как «проблематичный».
В дополнение к сильному влиянию со стороны полинезийских языков, науруанский претерпел сильные фонетические изменения, что повлияло на распространённость мнения об особом положении науруанского в микронезийского группе.
Науруанский язык настолько атипичен для микронезийских, что в своей классификации австронезийских языков 1965 года лингвист Исидор Дайен не отнёс его ни к какой из ветвей этой семьи. Исследователи Марк (1975) и Фредерик Джексон (1986) выносят науруанский за пределы ядерной микронезийской группы, считая, что он не происходит от прамикронезийского языка. В 2020 году Кевин Хьюз определил, что нет оснований не считать науруанский ядерным микронезийским языком.
Из-за скудности данных о языке его точная классификация не представляется возможной.

## Современное положение
Численность носителей науруанского языка в 2007 году оценивалась в 6 000 человек. Согласно переписи населения 2011 года, 95 % науруанцев (7 941 человек) использовали науруанский язык для общения, тогда как английским пользовалось 66 % населения государства (5 494 человека). При этом дома общалось на науруанском 93 % населения (7 721 человек), а на английском — 2 % (193 человека). Согласно переписи 2021 года, 9784 гражданина Науру говорило на науруанском, из них всего 5009 человек указало, что они свободно пишут и читают на языке. На науруанском также говорит небольшая диаспора науруанцев в Австралии и Новой Зеландии.
Степень сохранности языка ЮНЕСКО — есть угроза исчезновения; это подразумевает, что язык не изучается детьми. Согласно Ethnologue, язык не изучается детьми в школах. Английский широко используется в повседневной жизни государства и особенно в школах, на науруанском же почти нет учебных материалов. Новости, газеты и телевидение на Науру также используют английский язык. Почти все носители науруанского языка также говорят на английском, то есть двуязычны: Науру считается одной из наиболее «вестернизированных» стран юга Тихого океана — английский язык на острове очень широко распространён.
Науруанский также используется как второй язык носителями языков кирибати, тувалу, косяэ и маршалльского, живущими на Науру.
Уровень грамотности носителей высокий.
Развитием языка занимается созданный науруанским правительством «Языковой отдел» (англ. Language Division).

## Письменность
У науруанского языка нет устоявшейся общепринятой орфографии, хотя предпринимались попытки ввести единую систему письма.
В своём словаре 1907 года Филип Делапорт использует алфавит из 32 букв:
| b | p | d | t | g | k | q | j |
| r | w | m | n | ñ | c | f | h |
| l | s | z |   |   |   |   |   |
| i | e | a | à | â | o | ò | ô |
| ö | u | ù | û | ü |   |   |   |

Диакритика над гласными, используемая им, никак не объясняется; более того, в словаре встречаются одни и те же слова, но с разной диакритикой. В науруанском переводе Нового Завета, выполненном Делапортом, встречаются только два вида гласных: без диакритики и с тильдой.
Алоиз Кайзер в своём учебнике 1937 года использует алфавит, состоящий из 17 букв:
| b | d | g | j | k | m | n | p |
| q | r | t | w |   |   |   |   |
| a | e | i | o | u |   |   |   |

Правописание ещё в конце 1990-х годов не было унифицировано. Науруанский языковой совет (англ. Nauruan Language Board) подготовил две версии науруанского словаря с использованием разных орфографий. Одно правописание было использовано для перевода Библии Делапортом в 1907 году («протестантский перевод»), другое было использовано католиками (переводы религиозных текстов Кайзера) и одобрено ранее государством.

## Лингвистическая характеристика

### Фонетика и фонология
Науруанский язык обладает сложной фонетической системой. Согласно исследователю Джону Линчу, в нём выделяется шесть гласных звуков — наименьшее число среди всех микронезийских языков.
Запись звучания науруанского языка можно прослушать здесь.
Согласные звуки согласно лингвисту Джоффри Нейтану (1974):
|               | Губные  | Губные  | Альв. | Палат. | Велярные | Велярные |
| Обычные       | Лабиал. | Обычные | Альв. | Палат. | Лабиал.  |          |
| ------------- | ------- | ------- | ----- | ------ | -------- | -------- |
| Носовые       | [m]     | [mʷ]    | [n]   |        | [ŋ]      | [ŋʷ]     |
| Носовые       | [mː]    | [mʷː]   | [nː]  |        | [ŋː]     | [ŋʷː]    |
| Взрывные      | [p]     | [pʷ]    | [t]   |        | [k]      | [kʷ]     |
| Взрывные      | [b]     | [bʷ]    | [d]   |        | [g]      | [gʷ]     |
| Дрожащие      |         |         | [r̃]   |        |          |          |
| Аппроксиманты | [w]     |         |       | [j]    |          |          |

Согласно его данным, науруанская фонология также включает неясный по природе звук, оглушённый сильный палатализованный «р». То же подтверждает Хью (2020).
Согласные звуки согласно лингвисту Кевину Хью (2020):
|               | Губные | Губные | Альв. | Палат. | Велярные | Велярные |
| ------------- | ------ | ------ | ----- | ------ | -------- | -------- |
| Носовые       | [mʲ]   | [mˠ]   | [n]   |        | [ŋ]      |          |
| Носовые       | [mʲː]  | [mˠː]  |       |        |          |          |
| Взрывные      | [pʲ]   | [pˠ]   | [t]   |        | [k]      | [kʷ]     |
| Взрывные      | [bʲ]   | [pˠ]   | [d]   |        | [g]      |          |
| Дрожащие      |        |        | [r]   |        |          |          |
| Аффрикаты     |        |        | [ʧ]   |        |          |          |
| Аффрикаты     |        | [ʣ]    |       |        |          |          |
| Фрикативы     |        |        |       | [ʝ]    |          |          |
| Аппроксиманты | [w]    |        |       | [j]    | [ɰ]      |          |

Гласные звуки согласно Кевину Хью (2020):
|                | Передние | Средние | Задние |
| -------------- | -------- | ------- | ------ |
| Верхние        | [i]      | [ɨ]     | [u]    |
| Средне-верхние | [e]      |         | [o]    |
| Средне-нижние  | [æ]      |         |        |
| Нижние         | [a]      |         |        |

Дифтонгов нет.

### Морфология
Науруанский язык, как и многие другие австронезийские, — по большей части аналитический. Ему свойственна сложная система счётных слов.

#### Существительное
В науруанском языке все существительные подразделяются на категории, каждая из которых имеет собственный неопределённый артикль, имеющий приставку e и суффикс n; он ставится после существительного. Например, неопределённым артиклем категории пять является eon: equo eon «(одно) каноэ».
Существительные не имеют категории грамматического рода; род может выражаться при помощи дополнительных слов, таких как oman «особь мужского пола» и ean «особь женского пола». Существительные не изменяются также по падежам и числам. Падежи выражаются при помощи дополнительных слов: например, дательный падеж выражается с помощью частицы a (A nan pan a amea tönüm «Я расскажу твоему отцу»), инструменталис — ön и an (A etow ön mürane dibidi tin bäö «Я порезал палец этим ножом»). Число определяется также при помощи дополнительных слов, таких как указательные местоимения: eonin «ребёнок» — mibune eonin «эти дети».
Существительное может быть в абсолютивной и относительной формах: первая используется, когда существительное стоит независимо от других слов, а вторая — например, тогда, когда к существительному присоединяется притяжательный суффикс. Чтобы сделать относительную форму, нужно опустить начальный гласный e или i: emedena «путь» — medenam «твой путь».
Добавив приставку e или i, можно образовывать субстантивы от глаголов и прилагательных: mogur «работать» — emogur «работа», kenanenan «ленивый» — ekenanenan «леность».

#### Прилагательное
Сравнительная степень науруанских прилагательных образуется при помощи наречия ekän «немного»: wo jürün «ты слабый» — wo jürün ekän «ты слабее».
Когда сравнивается два существительных или местоимения, используются наречия a, a ekän, ekän a: ma jürün a me «ты слабее меня», wo oaeo a ekän nabuna «ты сильнее тех, кто там», o mo ekän an mogur amea an mogur amune «работа этого человека лучше, чем работа того».
Чтобы выразить крайнюю степень признака, используются наречия kor, okor, aninenin, okor aninenin: o gorda okor aninenin bita am oag «твой дом самый высокий», o gorda aninenin bita am oag «твой дом чрезвычайно высокий».
Предельность выражается с помощью наречий togit и magit: e togit oaeo «он сильнее всех (нет никого сильнее)».
Используется также приставки и суффиксы, выражающие значение «очень»: räeb «широкий» — tararäeb «очень широкий», mo «хороший» — modanidan «очень хороший».

#### Глагол
В науруанском языке различаются изъявительное и повелительное наклонения глагола.
Отрицательной частицей при глаголах обычно является eö.
Настоящее и прошедшее времена глагола обычно не отличаются: так, a mogur может означать как «я работаю», так и «я работал». Если нужно подчеркнуть, что время действия — прошедшее, это делается при помощи наречий. Прошедшее время также образуется при помощи частицы en: ekäow en «он ушёл».
Чтобы образовать перфект, используется вспомогательный глагол og «завершено» и частица in: A og in mamo «Я закончил исправлять это».
Чтобы выразить будущее время, также используются частицы. При утверждении — nan, inan (wo nan rä «ты придёшь», ma inan muitön «ты будешь удивлён»), na, ina (если глагол начинается с r и имеет хотя бы два слога). При отрицании используется частица eab: a eab gauweij «я не повторю этого»; если нужно особенно выделить отрицание, используются и утвердительная, и отрицательная частица вместе: a nan eab gauweij «я никогда не повторю этого», или вместо eab используется частица eö: a nan eö gauweij.

#### Местоимение

##### Личное местоимение
У каждого из личных науруанских местоимений есть 3 формы. Они имеют четыре числа (единственное, двойственное, тройственное и множественное). Местоимению «мы» свойственна иклюзивность и эксклюзивность («мы с тобой» и «мы без тебя»). Например, местоимение «я» в трёх формах в именительном падеже выглядит как ana, nana и a.

##### Притяжательное местоимение
Притяжательное местоимение в науруанском языке бывает трёх видов, а также имеет четыре числа. Для первого лица двойственного, тройственного и множественного числа свойственна иклюзивность и эксклюзивность. Первый вид указывает на «авторство», использование вещи, временное или постоянное обладание вещью и близкие взаимоотношения между вещью и владельцем; второй указывает на отношение «владелец — обладаемое»; третий (всегда в виде суффикса) указывает на очень близкую, неразрывную связь (как например связь частей тела с телом или связь между членами семьи). Например, местоимение «твой» во всех трёх видах: wam, am/aem, -m.

### Лексика
Американский лингвист Исидор Дайен в 1965 году отметил, что науруанский язык имеет 16,1 % когнатов с «каролинской подсемьёй», включающей микронезийские языки. Относительно низкий процент когнатов объясняется недостатком данных, а также сложностью идентификации когнатов из-за сильных фонетических изменений.
В науруанской лексике есть небольшое количество заимствований из немецкого языка (со времён немецкой аннексии острова): [mondak] «понедельник» < нем. Montag, [ʧiraŋe] «змея» < нем. Schlange. Немало заимствований пришло также из английского языка.

## История изучения
Американский протестантский миссионер немецкого происхождения Филип Делапорт отправился на Науру в ноябре 1899 года. Он перевёл на науруанский язык Новый Завет, некоторые истории из Ветхого Завета, а также другие религиозные тексты. В 1907 году он составил немецко-науруанский словарь, включающий около 1650 немецких слов, из которых многие являются составляющими фраз либо синонимами других слов. Им соответствуют около 1300 науруанских глосс.
В 1918 году на язык была полностью переведена Библия. Правительством Науру в 1937 году был создан англо-науруанский словарь, напечатанный в 1953 году. В конце 1990-х годов Науруанский языковой совет (англ. Nauruan Language Board) подготавливал словарь, используя две разные версии правописания. В 2009 году правительство Науру заявило о намерении дополнить и закончить науруанский словарь к 2015 году в рамках кампании по сохранению и поддержанию науруанской культуры.
В 1938 году Науруанский языковой комитет (англ. Nauruan Language Committee) предложил правительству Науру ряд реформ в области правописания, которые, однако, так и не были приняты.

## Науруанская Википедия
Существует раздел Википедии на науруанском языке («Науруанская Википедия»), первая правка в нём была сделана в 2004 году. По состоянию на 21:14 (UTC) 30 июня 2025 года раздел содержит 0 статей (общее число страниц — 1813); в нём зарегистрирован 12 171 участник, один из них имеет статус администратора; 4 участника совершили какие-либо действия за последние 30 дней; общее число правок за время существования раздела составляет 90 004.
Науруанская Википедия была заблокирована и переведена в Инкубатор решением фонда Wikimedia от 27 апреля 2023.